# Księstwo wrocławskie
Księstwo wrocławskie (łac. Ducatus Wratislaviensis, niem. Herzogtum Breslau, cz. Vratislavské knížectví) – rezultat podziału w latach 1248–1251 istniejącego wcześniej księstwa śląskiego pomiędzy synów Henryka Pobożnego zmarłego w 1241 roku. Po jego śmierci przez kilka lat samodzielnie władzę sprawował jego najstarszy syn Bolesław II Rogatka. Wkrótce między nim i pozostałymi braćmi doszło do wojny sukcesyjnej, w rezultacie której około 1248 r. doszło do podziału dzielnicy, tak że Henryk III Biały uzyskał centralną część ze stołecznym Wrocławiem, a najstarszy Bolesław II Rogatka zatrzymał rozległy obszar z Legnicą, Świdnicą, Głogowem i Środą Śląską tworząc księstwo legnickie. Po pewnym czasie Głogów otrzymał Konrad I, tworząc w ten sposób księstwo głogowskie. Środa Śląska została włączona do księstwa wrocławskiego w latach 1257-1258. Działalność gospodarcza Henryka III Białego ukierunkowana była na odbudowę domeny książęcej poprzez rewindykację zagrabionych przez kościół i miasta dóbr księcia, a także poprzez akcję kolonizacyjną.
Po śmierci Henryka III Białego w 1266 ziemie księstwa wrocławskiego objął arcybiskup salzburski Władysław, będący jednym z synów Henryka Pobożnego. W latach 1270–1290 – Henryk IV Prawy. Po nim w 1291 – Henryk V Gruby. Po Henryku Grubym, jako opiekun małoletnich książąt, księstwem wrocławskim władał od 1296 do 1301 Bolko Surowy. Po jego śmierci rywalizację o Wrocław z Henrykiem III głogowskim wygrał król Wacław II czeski, który w 1303 r. ustanowił tu swojego starostę i zjednał dziesięcioletniego Bolesława III Rozrzutnego, oddając mu jako narzeczoną młodszą od niego o pięć lat córkę Małgorzatę. Uzyskał te zrzeczenie się przez młodego księcia ziem księstwa wrocławskiego zajętych przez Henryka VI Dobrego. 
Do 1311 r. utrzymywała się jedność księstwa wrocławskiego i legnickiego. W 1311 r. bracia podzielili księstwo. 
Najstarszy, Bolesław III Rozrzutny, otrzymał dzielnicę brzeską, Henryk VI Dobry otrzymał dzielnicę wrocławską, a Władysław otrzymał dzielnicę legnicką. Młodsi bracia mieli wypłacić Bolesławowi III Rozrzutnemu odszkodowania, z czego Henryk VI Dobry wywiązał się bez zarzutu. Władysław, nie mogąc sobie poradzić z zobowiązaniami, oddał w zastaw Legnicę, co doprowadziło do długotrwałych walk z Bolesławem III Rozrzutnym i zajęcia przez tego ostatniego dzielnicy legnickiej. Sam zaś Władysław całe życie usiłował dobić się znaczenia politycznego, często pędząc życie złodzieja i bandyty. 
Dzięki wsparciu koalicji antygłogowskiej na początku lat 20. i po wydaniu najstarszej córki Elżbiety za Konrada I oleśnickiego, książę wrocławski Henryk VI Dobry otrzymał w dożywocie od zięcia zachodnią część księstwa ze Żmigrodem i Prusicami. Nie znalazł jednak zrozumienia u Władysława Łokietka, do którego zwracał się wielokrotnie z prośbą o zmianę niekorzystnych dla Konrada I oleśnickiego postanowień Traktatu krakowskiego z 1323 r. W związku z tym rozpoczął budowanie własnego stronnictwa. Najpierw wydał za mąż za Bolesława niemodlińskiego swoją córkę Eufemię, grożąc tym utratą wrocławskiej sukcesji stronnikowi Władysława Łokietka, swojemu pierwszemu zięciowi Konradowi I oleśnickiemu. Poparł następnie wydziedziczonego księcia legnickiego Władysława w jego sporze z Bolesławem III Rozrzutnym, którego ożenił z księżniczką mazowiecką, wiążąc się tym samym z krzyżackimi sojusznikami, a w końcu wsparł swojego pana lennego, cesarza Ludwika IV Bawarskiego, w jego wojnie z królem Polski. Wszystkie te działania spychały go wyraźnie w kierunku porozumienia z królem Czech Janem Luksemburskim. 
W kwietniu 1327 r. we Wrocławiu bezpotomny Henryk VI Dobry podpisał układ sukcesyjny na podstawie którego przekazał dobrowolnie królowi czeskiemu swoje księstwo, zachowując tylko prawo dożywocia. Zapewnił też Jana Luksemburskiego, że w wypadku wojny jego miasta będą stały dla wojsk czeskich otworem. Za to Jan Luksemburski zobowiązał się wypłacać co roku księciu 1000 grzywien, przestrzegać wszystkich praw mieszkańców księstwa, znieść wszelkie cła w Czechach dla kupców z Wrocławia, nigdy nie odłączać księstwa od Królestwa Czech oraz nadaniem Henrykowi VI w dożywotnie lenno ziemi kłodzkiej. Książę wrocławski okazał się wiernym sojusznikiem króla Czech, czego przejawem był udział w wojnie przeciw książętom świdnickim w 1332 r. Jego wojska atakowały posiadłości Henryka jaworskiego. 
Podczas kongresu w Wyszehradzie doszła do Luksemburga wieść o śmierci księcia Henryka VI Dobrego 24 XI 1335 r. Natychmiast do Wrocławia udał się jego syn Karol IV Luksemburski i osadził tam czeskiego starostę Konrada Borsnicza. Opuszczoną ziemią kłodzką zaś wynagrodzono Bolka II ziębickiego, który w 1336 r. złożył Janowi Luksemburskiemu hołd lenny.
Od 1335 księstwo wrocławskie należało do królów Czech. 
Władcy Czech władali księstwem przez ponad 300 lat za pośrednictwem starostów aż do wojen śląskich i przejęcia w latach 1740–1742 terytorium całego Śląska przez Królestwo Prus.
Jakkolwiek do czasu przejścia we władanie czeskie terytorium księstwa wrocławskiego ulegało zmianom w zależności od bieżącej sytuacji politycznej, to w okresie czeskim księstwo wrocławskie obejmowało już trwale ziemię wrocławską, średzką. Karol IV Luksemburski rozciągnął w 1359 r. administrację księstwa na  i namysłowską.

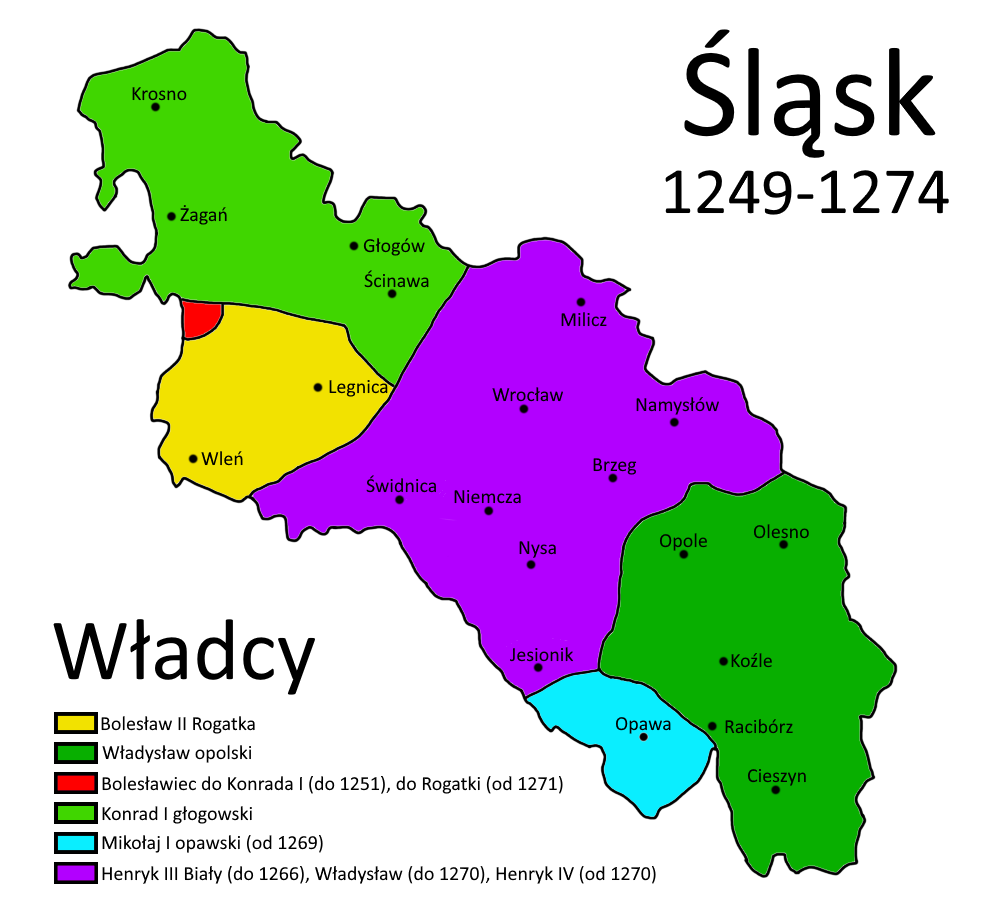
Śląsk w latach 1249-1274